# Григорий XVI
Григорий XVI (по рождение: Бартоломео Алеберто Капелари) е папа на Римокатолическата църква от 2 февруари 1831 г. до 1 юни 1846 г.
Роден е в град Белуно, административен регион Венето, Италия. Той е последният папа, който не е бил епископ преди качването си на престола. Член е на Бенедиктинския орден.